# 日向警察署
日向警察署（ひゅうがけいさつしょ）は、宮崎県警察所管の警察署。署長の階級は警視。

## 所管区域
- 日向市
- 東臼杵郡
  - 門川町
  - 諸塚村
  - 椎葉村（大字大河内のうち字大河内、野地、平、大籔、大桑木、合戦原及び矢立を除く）
  - 美郷町
- 児湯郡
  - 木城町大字中之又

## 所在地
- 宮崎県日向市鶴町2丁目1番13号

## 沿革
- 1956年 - 日向市本町2番1号に庁舎を建設。
- 2013年3月4日 - 日向市鶴町2丁目（国道10号沿い）の新庁舎に移転、業務開始。

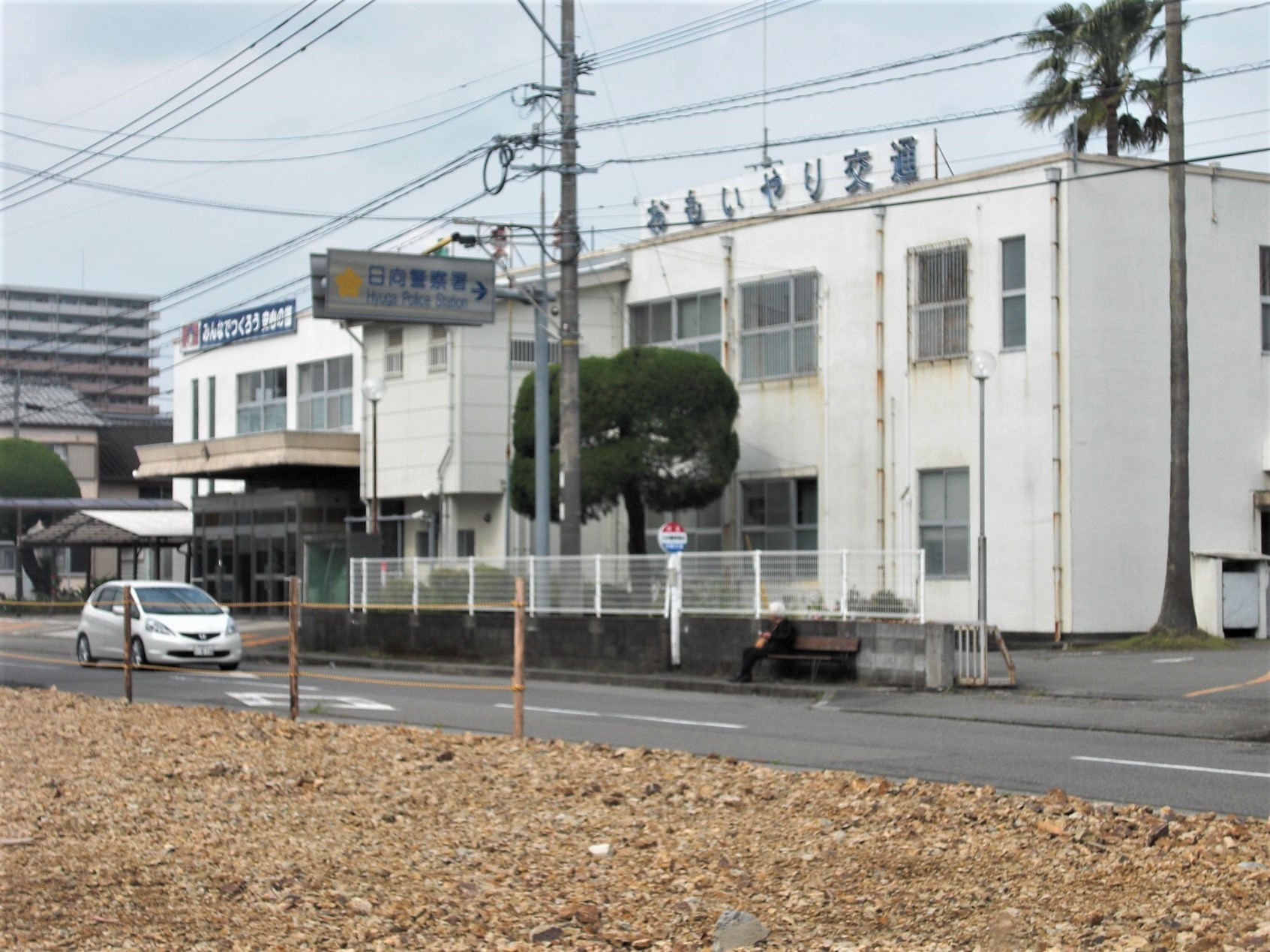
本町にあった日向警察署（2013年）

## 交番
- 財光寺交番（日向市大字財光寺4496番地2）
- 日知屋交番（日向市曽根3丁目56番地4）
- 日向市駅前交番 （日向市都町1丁目12番）
- 門川交番 （東臼杵郡門川町大字門川尾末8600番地31）

## 駐在所
- 細島駐在所（日向市大字細島606番地）
- 美々津駐在所（日向市美々津町2880番地）
- 坪谷駐在所（日向市東郷町坪谷115番地3）
- 東郷駐在所（日向市東郷町山陰丙1464番地）
- 北郷駐在所 （東臼杵郡美郷町北郷宇納間369番地）
- 西郷駐在所 （東臼杵郡美郷町西郷田代54番地49）
- 南郷駐在所 （東臼杵郡美郷町南郷神門855番地5）
- 椎葉駐在所 （東臼杵郡椎葉村大字下福良1747番地176）
- 諸塚駐在所 （東臼杵郡諸塚村大字家代2645番地3）